# Jean-Christophe Grangé
Jean-Christophe Grangé (Parigi, 15 luglio 1961) è un giornalista, scrittore e sceneggiatore francese.
Laureato in lettere alla Sorbona, è vincitore del premio Grinzane Cinema 2007 per il miglior libro da cui è stato tratto un film (I fiumi di porpora).

## Biografia
Dopo un master in lettere alla Sorbona, inizia a lavorare presso una agenzia di stampa per poi diventare reporter lavorando per importanti testate come Paris Match, Sunday Times e National Geographic. Decide poi di diventare giornalista free-lance e crea la società L & G cercando in questo modo di finanziare i suoi viaggi in ogni angolo del mondo, che gli permettono di ottenere alcuni premi giornalistici come il Premio Reuter nel 1991 e il Prix World Press nel 1992.
Questi viaggi sono anche la sua fonte di ispirazione per le sue opere letterarie. Il suo primo romanzo Il volo delle cicogne (Le vol des cicognes) viene pubblicato in Francia nel 1994 ma viene apprezzato più dalla critica che dal pubblico. Nel 1998 esce il suo secondo romanzo, I fiumi di porpora (Les Rivières pourpres), questa volta però è subito il successo anche del pubblico, accresciuto anche dalla trasposizione cinematografica realizzata da Mathieu Kassovitz nel 2000.
Anche le opere successive conoscono un grande successo di pubblico: Il concilio di pietra (Le concile de pierre) nel 2000 e L'impero dei lupi (L'Empire des loups) nel 2003.
Nel 2004 esce La linea nera (Le ligne noire), prima parte di una trilogia basata sulla "comprensione del male sotto tutte le sue forme". La seconda parte Il giuramento (Le serment des limbes) esce nel 2007.
Parallelamente alla sua attività di romanziere, ha avviato una carriera come sceneggiatore cinematografico, ha infatti scritto la sceneggiatura del film "Vidocq" realizzato nel 2001 Pitof e interpretato da Gérard Depardieu e Inés Sastre, ha poi collaborato alla sceneggiatura dei film tratti dalle sue opere: oltre a I fiumi di porpora anche L'impero dei lupi con Jean Reno e Laura Morante uscito nel 2005 e L'eletto (tratto da Le concile de pierre) con Monica Bellucci uscito nelle sale nel 2006.
Ha anche scritto una storia originale a fumetti: "La Malédiction de Zener" disegnata da Philippe Adamov che potrebbe essere considerata il prologo del romanzo "Le Concile de Pierre".
Nel 2008 viene pubblicato Miserere (Miserere) mentre nel 2009 esce L'istinto del sangue (La Foret Des Manes) terza ed ultima parte della "trilogia del male". 
Il suo ultimo romanzo è Les Promises, uscito in Francia a settembre 2021 ed è ambientato a Berlino nella Germania nazista del 1939. Nell’ottobre 2022 è uscito in Italia con il titolo "La maschera di marmo".
In Italia le sue opere sono pubblicate da Garzanti.

## Pubblicazioni
- 1994 - Il volo delle cicogne (Le vol des cicognes), Garzanti (ISBN 8811678757)
- 1998 - I fiumi di porpora (Les rivières pourpres), Garzanti (ISBN 8811678285)
- 2000 - Il concilio di pietra (Le concile de pierre), Garzanti (ISBN 8811678935)
- 2003 - L'impero dei lupi (L'Empire des loups), Garzanti (ISBN 8811665590)
- 2004 - La linea nera (Le ligne noire), Garzanti (ISBN 8811665639)
- 2007 - Il giuramento (Le serment des limbes), Garzanti (ISBN 9788811686255)
- 2008 - Miserere (Miserere), Garzanti (ISBN 9788811670223)
- 2009 - L'istinto del sangue (La Foret Des Manes), Garzanti (ISBN 9788811670339)
- 2011 - Amnesia (Le Passager), Garzanti (ISBN 9788811670476)
- 2012 - Il respiro della cenere ( Kaïken), Garzanti (ISBN 9788811684800)
- 2015 - Il rituale del male (Lontano), Garzanti (ISBN 9788811671770)
- 2016 - L'inganno delle tenebre (Congo Requiem), Garzanti (ISBN 9788811671787)
- 2018 - La maledizione delle ombre (La terre des morts), Garzanti (ISBN 8811607663)
- 2019 - L'ultima caccia (La Dèrniere Chasse), Garzanti (ISBN 9788811689799)
- 2020 - L'altare della paura (Le jour des cendres), Garzanti (ISBN 9788811818878)
- 2022 - La maschera di marmo  (Les Promises)  Garzanti  (ISBN 9788811005131)
- 2024 - Karma rosso sangue (Rouge karma) Garzanti (ISBN 9788811011620)

## Filmografia
- 2000 - I fiumi di porpora (Les rivières pourpres) - dal romanzo omonimo
- 2001 - Vidocq - La maschera senza volto (Vidocq) - co-sceneggiatore
- 2005 - L'impero dei lupi (L'empire des loups) - dal romanzo omonimo
- 2006 - L'eletto (Le concile de pierre) - dal romanzo "Il concilio di pietra"
- 2013 - La marque des anges - Miserere (La Marque des anges) - dal romanzo omonimo, regia di Sylvain White